# Kurt Kuhlmey
Kurt Wilhelm Hermann Kuhlmey (* 19. November 1913 in Insterburg; † 30. April 1993 in Bonn) war ein Stuka-Pilot der deutschen Luftwaffe der Wehrmacht und später Generalmajor der Luftwaffe der Bundeswehr.

## Leben

### Frühe Karriere

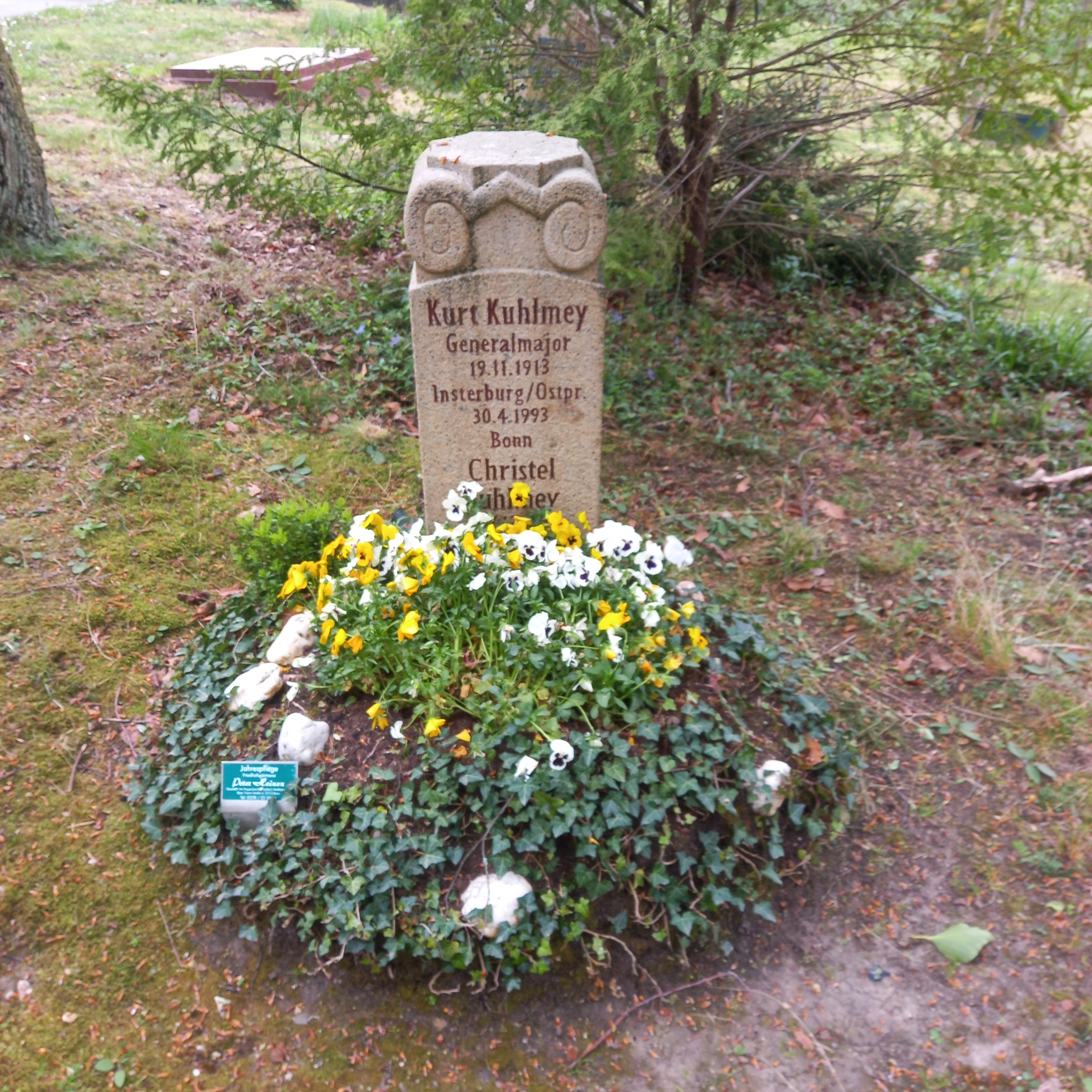
Das Grab von Kurt Kuhlmey und seiner Ehefrau Christel auf dem Poppelsdorfer Friedhof in Bonn

Kuhlmey, Sohn eines Molkereibesitzers, erhielt bereits im Alter von 15 Jahren Flugausbildung, zunächst auf Segelflugzeugen. Nach dem Abitur 1933 trat er im April 1934 in die Luftwaffe ein und wurde dort zum Flugzeugführer ausgebildet. 1936 wurde er zum Sturzkampfgeschwader (St.G.) 162 in Schwerin und im April 1938 zum neuaufgestellten St.G. 168 in Graz versetzt.

### Zweiter Weltkrieg
Zu Beginn des Krieges war Kuhlmey Staffelkapitän im Sturzkampfgeschwader 1 und nahm an vielen Operationen teil, unter anderem am Überfall auf Polen, am Westfeldzug, den Kämpfen in Norwegen und in Nordafrika sowie rund um das Mittelmeer. Hier war er beispielsweise an der Bombardierung des britischen Flugzeugträgers Illustrious am 10. Januar 1941 beteiligt. Während seines Afrikaeinsatzes erhielt er am 12. Dezember 1941 als erster Offizier der Luftwaffe das Deutsche Kreuz in Gold.
Am bekanntesten wurde er allerdings in seiner Rolle als Geschwaderkommodore des Schlachtgeschwaders 3 (SG 3), das er vom 18. Oktober 1943 bis zum 15. Dezember 1944 kommandierte. Bereits im Oktober 1943 war er als Major mit der Wahrnehmung der Geschäfte als Geschwaderkommodore des St.G. 3 (ab 18. Oktober 1943 SG 3) betraut. Im März 1944 hatte er den Dienstgrad Oberstleutnant. Am 12. Juni 1944 erreichte er mit dem Gefechtsverband Kuhlmey Finnland. Dort hatte er entscheidenden Anteil an der von den finnisch-deutschen Verbänden gewonnenen Schlacht von Tali-Ihantala und somit am Scheitern der Wyborg-Petrosawodsker Operation der Roten Armee. In Finnland wird Kuhlmey deshalb bis heute als „Held und Retter der finnischen Nation“ verehrt. Am 14. März 1945 wurde ihm das Kommando über das Schlachtgeschwader 2 „Immelmann“ übertragen, das er bis zum 20. April 1945 innehatte. Zum Kriegsende hatte er fast 500 Feindeinsätze geflogen und bekleidete den Dienstgrad eines Obersts.

### Bundeswehr
1955 trat Kuhlmey in die Luftwaffe der Bundeswehr ein, nachdem er bereits ab 1952 Gutachter und später Angestellter im Amt Blank gewesen war. Er durchlief die Ausbildung als erster Strahlflugzeugführer der Luftwaffe in den USA, war Referatsleiter und Unterabteilungsleiter im Führungsstab der Luftwaffe II in Bonn, ab 1962 Inspizient der Jagdbomber in der Inspektion Fliegende Verbände des Luftwaffenamtes in Köln, von 1962 bis 1968 Kommandeur der Fliegerdivision Süd in Karlsruhe, später der 5. Luftwaffendivision in Karlsruhe und zuletzt von 1968 bis 1971 Kommandeur Lufttransportkommando in Köln und Münster.

## Auszeichnungen
- Eisernes Kreuz (1939) II. und I. Klasse
- Deutsches Kreuz in Gold am 5. November 1941[1]
- Ritterkreuz des Eisernen Kreuzes am 15. Juli 1942[1]
- Finnisches Freiheitskreuz II. Klasse 1944[2]
- Frontflugspange für Kampf- und Sturzkampfflieger in Gold